# Macropodanthus teysmannii
Macropodanthus teysmannii är en orkidéart som först beskrevs av Friedrich Anton Wilhelm Miquel, och fick sitt nu gällande namn av Henrik Aerenlund Pedersen. Macropodanthus teysmannii ingår i släktet Macropodanthus och familjen orkidéer. Inga underarter finns listade i Catalogue of Life.